# 植竹春彦
植竹 春彦（うえたけ はるひこ、1898年（明治31年）2月27日 - 1988年（昭和63年）5月20日）は、日本の実業家、政治家。参議院議員。位階は正三位。

## 経歴
東京都出身。藤井鼎・貞子の七男に生まれ、植竹三右衛門の養子となる。1924年、東京商科大学（現・一橋大学）卒業。
日本大学講師、東邦電力勤務を経て1935年に東野鉄道（現・東野交通）支配人となり、以来専務社長を歴任して1948年に会長となる。1947年以来5回参議院議員に当選。民主党自由党各総務、党政調会副会長、副幹事長、党紀委員長を歴任。
1951年、参議院運輸委員長として運輸事情調査のため渡米。1959年6月、第2次岸内閣改造内閣の郵政大臣に任命され、同年9月万国電気通信会議政府首席全権として渡欧。更に欧米の郵政電通電波事情を視察。1960年7月、総辞職退任。
1968年、党電信電話基本問題調査会長、自民党衆参両院議員総会長、1972年、永年永年勤続議員として表彰。1974年、ベネズエラ国特派大使に任命され同年7月任期満了と共に参議院議員を退任した。
1968年4月の春の叙勲で勲一等に叙され、瑞宝章を受章する。
1988年（昭和63年）5月20日、死去した。90歳没。同月25日、特旨を以て位記を追賜され、死没日付をもって正三位に叙され、銀杯一組を賜った。

## 人物
趣味はスポーツ、園芸、読書。宗教は浄土宗。住所は栃木県那須郡川西町黒羽（現・大田原市）。東京宅は東京都三鷹市牟礼。

## 略歴
- 1947年（昭和22年） - 第1回参議院議員通常選挙当選（民主党、栃木県選挙区、3年任期）
- 1948年（昭和23年） - 運輸政務次官
- 1950年（昭和25年） - 第2回参議院議員通常選挙当選（自由党）、参議院運輸委員会理事
- 1956年（昭和31年） - 第4回参議院議員通常選挙当選
- 1959年（昭和34年） - 第2次岸内閣改造内閣郵政大臣
- 1962年（昭和37年） - 第6回参議院議員通常選挙当選
- 1968年（昭和43年） - 第8回参議院議員通常選挙当選

## 家族
- 妻 - ミツ（養父・三右衛門の三女）
- 長男 - 英雄（帝国造林会長）[7]
- 次男 - 繁雄（外務副大臣、元秘書）
- 長女 - たみ子（小石川三井家第10代当主・三井高進の妻、後に離婚）
- 次女・春子（菊池輝雄の妻）
- 三女・恭子（松本瀧蔵の長男・満郎の妻）
- 孫 - 哲也（政治活動家、平沼グループ、第45回衆議院議員総選挙落選）